# Salamander GmbH
Salamander — немецкая обувная компания. Производит также средства ухода за обувью, кожевенные изделия, химикаты, изделия из фарфора; занимается страховыми и финансовыми операциями, торговлей.

## История
Основана в 1885 году в городе Корнвестхайм еврейским сапожником Сигле. В 1891 году еврейский торговый представитель вступил в фирму и она сменила название на «J. Sigle und Cie». Уже в 1897 году у фирмы было 125 сотрудников. В начале 20-го века фирма получила крупный заказ от еврейского торговца обувью Рудольфа Мооса. В 1905 году была создана компания «Salamander-Schuhgesellschaft mbH», в которой Сигле и Моос держали каждый по 50 % капитала.
В 1913 году Salamander — наиболее крупная фабрика по выпуску обуви в Германии. В это время продукция под данной торговой маркой начинает распространяться на территории всей Европы.
В 1917 году Якоб Зигле подыскивает место для открытия нового предприятия, которое занималось бы выпуском материала для каблуков. Так в городе Тюркхайм, Бавария, открылся новый завод. Укрепив свои позиции на рынке, он вырос в компанию Salamander Industrie-Produkte GmbH. Через 10 лет её представительства уже находятся более чем в 100 странах мира, а штат сотрудников насчитывает свыше 3 000 человек.
В 1936 году на заводе разрабатывается уникальный для тех времен материал для подошв. Технологии производства постоянно совершенствуются, как и область применения этого материала. А в 1960 году начинается производство каблуков и подошв из синтетических материалов. Постепенно сфера использования полимерных материалов расширяется. Так совершенно логично возникает идея производства профиля для нового поколения окон — ПВХ-окон. И в 1973 году начинают выпускаться первые окна из ПВХ-профиля Salamander.

## Экономические показатели
Объём производства: свыше 8 млн пар обуви в год. Объём продаж: свыше $700 млн, чистая прибыль около $6 млн в год. Количество персонала: свыше 7 тыс. человек (на конец 1980-х годов). Имеет 11 заводов, 8 из которых в Германии, дочерние фирмы в Швейцарии, Австрии и Франции, около 100 специализированных магазинов за пределами Германии.

## Salamander в России
В 1985 году компания начала экспортировать продукцию в СССР, создав в Санкт-Петербурге, Витебске и Рязани совместные предприятия «Ленвест», «Белвест» и «Рязаньвест». В 1991 году Salamander учредила АО «Саламандер Москва ГмбХ» для развития сети магазинов, открыв двумя годами позже и салон в московском ГУМе.

## Salamander в Белоруссии
В 2002 году Salamander приобретает активы старейшей в Германии компании по производству ПВХ-профилей Brügmann, включая филиал в Польше и головное предприятие в Папенбурге. Так под одним именем объединились два производителя высококачественного ПВХ-профиля, а европейскому потребителю стала доступна марка профиля Salamander Brügmann.
В это время перед компанией возникают вопросы, как упростить логистический маршрут не только в Восточной Европе, но и в юго-восточной Азии. В 2008 году Salamander Industrie-Produkte GmbH покупает белорусское предприятие «БелБауПласт» в Бресте и становится одним из ведущих игроков на белорусском рынке ПВХ-профилей. Покупка завода в Бресте дала возможность быстро и эффективно реагировать на желания клиентов и потребительский спрос, а также сделало продукцию более конкурентоспособной в цене при несомненном сохранении традиционно высокого немецкого качества. Вот уже более 7 лет дочернее предприятие компании Salamander в Бресте работает под именем «Саламандер оконные и дверные системы».
На белорусском рынке окна из профиля Salamander можно приобрести в республиканской компании Окнаград, которая является официальным представителем Salamander Industrie-Produkte GmbH на территории Белоруссии, а также в компаниях «Окна Май», «ЕвроПластПлюс», «Окна в мир».

## Salamander в наше время
В 1990 году в компании происходят большие изменения, создаётся новый единый дизайн магазинов, появляется первый специализированный магазин в Мюнхене на Вайнштрассе. Компания укрепляет свои позиции на международном рынке, открываются новые филиалы в Польше, Венгрии, Чехословакии, России и Объединённых Арабских Эмиратах.
В 2000 году компания Salamander входит в состав концерна EnBW AG, у которого довольно широкая сфера деятельности: обувь, недвижимость, производство и сервис. Оборот компании составляет более 1286 миллионов евро при 25 000 сотрудников. В это время компания Salamander Schuh GmbH занимается как производством, так и продажей обуви. С 1 октября 2003 г. Salamander Schuh GmbH входит в концерн Garant Schuh + Mode AG.
В последующие годы компания неоднократно меняла владельца. Так, в марте 2005 владельцем обувной группы компаний Salamander (Корнвестхайм, Германия) стал холдинг EganaGoldpfeil (Оффенбах-на-Майне, Германия). Речь идёт о 52 магазинах Salamander в Германии, 117 — в Европе, правах на обувную торговую марку Salamander и о лицензии на детскую обувную торговую марку Lurchi.
В честь имени основателя Salamander Якоба Зигле в Тюркхайме названа улица, где и сегодня находится главное производство Salamander Industrie-Produkte GmbH. Сегодня это один из ведущих европейских производителей и разработчиков профильных ПВХ-систем для окон и дверей.